# Trofeo Andrea Chiarotti 2022
La Coppa Italia 2022 di hockey su slittino è la 4ª edizione del torneo, la prima con la nuova denominazione di Trofeo Andrea Chiarotti, in memoria di Andrea Chiarotti, pioniere della specialità in Italia, morto nel 2018.

## Formula
Dopo che nelle due stagioni precedenti il trofeo era stato assegnato alla squadra prima classificata al termine della stagione regolare, la Coppa Italia, con la sua nuova denominazione, è tornata ad essere un trofeo indipendente. È stato assegnato in gara unica tra le due compagini iscritte al campionato italiano.

## Incontro
| Arbitri: | Simone Lega Simone Soraperra |

| |           | |
| Andreoni (Antochi, Radice) 6:49 Barbero (Andreoni, Macrì) 10:34 Stella (Lanza, Macrì) 32:31 Balossetti (Andreoni, Antochi) 36:23 Andreoni 40:18 | Marcatori | 13:20 Cavaliere (Remotti Marnini, Rosa) 13:56 Rosa (Remotti Marnini) 16:24 Larch (Remotti Marnini) 18:13 Winkler 21:04 Rosa (Larch, Kerschbaumer) 39:47 Rosa (Depaoli) 42:10 Larch (Rosa, Remotti Marnini) |

Le South-Tyrol Eagles si aggiudicano per la quarta volta la Coppa Italia - Trofeo Andrea Chiarotti.